# المناهج والتدريس
المناهج والتدريس (بالإنجليزية: Curriculum and Instruction) هو مجال في التعليم يسعى إلى البحث وتطوير وتنفيذ تغييرات المناهج الدراسية التي تزيد من تحصيل المتعلم في الأوساط التعليمية. يركز المجال على كيفية تعلم الناس وأفضل طرائق التعليم. كما يهتم بالاتجاهات الجديدة في عملية التدريس والتعلم. يحاول العثور على إجابات لأسئلة مثل "لماذا التدريس" و"ماذا ندرس" و"كيفية التدريس" و"كيفية التقييم" في العملية التعليمية. تقدم العديد من الجامعات درجات الماجستير والدكتوراه للتخصص.
يعتمد مجال التعليم على ركيزتين أساسيتين: المنهج الدراسي، والتدريس. المنهج الدراسي (بالإنجليزية: Curriculum) هو الموضوع أو المادة التي تُدرّس للطلاب في المدرسة أو البرنامج التعليمي. أما التدريس (بالإنجليزية: Instruction)، فيشير إلى أساليب واستراتيجيات تدريس تلك المادة. يعمل هذان العنصران معًا لخلق بيئة تعليمية موحدة (من حيث ما يُدرّس) وفردية (من حيث كيفية تعلم الطلاب).
يعد التخصص مهمًا لإعداد وتطوير المعلمين، وجعلهم أكثر فاعلية في العملية التعليمية، ويهدف إلى تعريف الفرد بمهارات البحث العلمي -خاصة البحث التربوي- وإمداد وتزويد الطلاب بالاتجاهات المتطورة لتصميم المناهج الحديثة لإعداد المعلمين والباحثين التربويين لتعزيز الأداء التعليمي والتربوي على كافة المؤسسات التعليمية، بالإضافة إلى تدريب الطلاب على توظيف واستخدام التكنولوجيا في مجال التعليم.

## التعريف
يعرف المجال باهتمامه عادةً بتعزيز المعرفة والممارسة المهنية في التدريس والتعلم. تركز الدورات الدراسية في هذا المجال عمومًا على التدريس والخدمة العامة والمنح الدراسية. غالبًا ما يشارك طلاب المناهج والتدريس في البحث التربوي على مستوى الماجستير. غالبًا ما يصمم هذا التخصص للتحضير للدخول في المهن التعليمية في المدارس، بما في ذلك التدريس في الفصول الدراسية.

## التاريخ
يعتبر عمل جون فرانكلين بوبيت المنهج الدراسي (بالإنجليزية: The Curriculum) عام (1918) أول كتاب دراسي حول المناهج الدراسية. حيث اعتبر بوبيت مؤسسًا لنظرية المناهج الدراسية الحديثة.
لاحقًا اعتبر عمل رالف تايلر المبادئ الأساسية للمناهج والتدريس (بالإنجليزية: Basic Principles of Curriculum and Instruction) عام (1949) عملًا رئيسيًا عن الموضوع، إذ صاغ تايلر أفكاره الرسمية حول عرض وتحليل وتفسير المناهج والبرامج التعليمية للمؤسسات التعليمية. كان كتاب تايلر من أكثر الكتب مبيعًا وأعيدت طباعته منذ ذلك الحين في 36 طبعة، مما شكل موضوع المناهج وتصميم التدريس حتى يومنا هذا.
تضمنت أطروحة هيلدا تابا فكرتين رئيسيتين حول الموضوع أولاهما كيف يجب أن يتضمن التعلم عمليات ديناميكية ومتماسكة ومترابطة وثانيهما كيف يكون المعلمون مسؤولين عن تقديم وتقييم المناهج الدراسية. كما اعتقدت أن المناهج التعليمية يجب أن تركز على تعليم الطلاب التفكير بدلًا من مجرد تكرار الحقائق. بعد عملها مع جون ديوي، وبنجامين بلوم، ورالف تايلر، ودبوراه إلكينز، وروبرت هافيجورست، كتبت كتابًا هامًا متعلقًا بالموضوع بعنوان تطوير المناهج الدراسية: النظرية والتطبيق (بالإنجليزية: Curriculum Development: Theory and Practice) عام (1962).

## مفهوم المنهج الدراسي
يُعرف مِنهاج الدراسة على نطاق واسع على أنه مجموع تجارب الطلاب التي تحدث في العملية التعليمية. يشير المصطلح غالبًا على وجه التحديد إلى التسلسل المخطط للتعليم، أو إلى وجهة نظر تجارب الطالب فيما يتعلق بالأهداف التعليمية للمعلم أو المدرسة. قد يتضمن المنهج التفاعل المخطط للتلاميذ مع المحتوى التعليمي والمواد والموارد والعمليات لتقييم تحقيق الأهداف التعليمية. تنقسم المناهج الدراسية إلى عدة فئات: الصريحة، والضمنية (بما في ذلك المخفية)، والمستبعدة، واللامنهجية.

## نظرية المنهج الدراسي
نظرية المنهج الدراسي أو نظرية المناهج الدراسية هو تخصص أكاديمي مكرس لفحص وتشكيل المناهج التعليمية. يمكن التعامل مع نظرية المناهج من منظور تعليمي وفلسفي ونفسي واجتماعي. ينص جيمس ماكدونالد على أن "أحد الاهتمامات المركزية للمنظرين هو تحديد الوحدة الأساسية للمناهج الدراسية التي يتم من خلالها بناء الأنظمة المفاهيمية. سواء كانت قرارات عقلانية أو عمليات فعل أو أنماط لغوية أو أي وحدة محتملة أخرى لم يتفق عليها المنظرون." تهتم نظرية المناهج بشكل أساسي بالقيم، التحليل التاريخي للمناهج الدراسية، وطرائق عرض المناهج التعليمية الحالية وقرارات الساسة، والتنظير حول مناهج المستقبل.

## دراسات المناهج
دراسات المناهج هي تركيز في أنواع مختلفة من المناهج والتدريس المعنية بفهم المناهج كقوة نشطة تتأثر بالتجارب التربوية البشرية. يبحث مؤيدوها في العلاقة بين نظرية المناهج والممارسة التربوية بالإضافة إلى العلاقة بين البرامج المدرسية وخطوط المجتمع والثقافة التي تقع فيها المدارس.

## المهن المتوقعة للمجال
يتاح للحاصل على درجة الدراسات العليا في التخصص أن يعمل في إحدى المجالات الآتية:
- أخصائي مناهج دراسية
- منسق مناهج دراسية
- مطور مناهج دراسية
- مدرب تعليمي
- أخصائي تدريس
- أخصائي تدريب وتطوير
- مدير تدريب وتطوير
- معلم رائد أو خبير من رياض الأطفال إلى الصف الثاني عشر

رغم اختلاف المسميات الوظيفية من بيئة عمل إلى أخرى أو من مدرسة لأخرى، فإن الأدوار والمسؤوليات المرتبطة بها تتقاطع إلى حد كبير، حيث تتركز في تصميم تجارب تعليمية محفزة وهادفة وراسخة في الذاكرة، تسهم في تحسين التحصيل الأكاديمي للطلبة. كما تُعد شهادة الدراسات العليا في التخصص إحدى السُبُل التي تُمكّن معلمي المراحل الأساسية والثانوية من الانتقال إلى العمل في مؤسسات التعليم العالي، وفتح آفاق مهنية أوسع في مجالات تربوية وأكاديمية متنوعة.

## الملاحظات
1. ↑  تستخدم العديد من الجامعات ودور النشر العربية مصطلحات بديلة، مثل: المناهج وطرق التدريس أو المناهج وطرائق التدريس، بينما نادرًا ما يُستخدم مصطلح المناهج وأساليب التدريس.

## وصلات خارجية
- مجلة المناهج وطرق التدريس، المجلة العربية للعلوم ونشر الأبحاث. (بالعربية)